# Nicholas Mann (Bratschist)
Nicholas Mann ist ein US-amerikanischer Geiger, Bratschist und Musikpädagoge.
Mann studierte an der Juilliard School bei Dorothy DeLay. Er war Gründungsmitglied des Mendelssohn String Quartet, das von 1979 bis 2010 bestand, Kompositionsaufträge u. a. an Mario Davidovsky, Bernard Rands, Augusta Read Thomas, Shulamit Ran und Tobias Picker vergab, in den USA, Kanada und Europa auftrat und Alben bei mehreren Labels einspielte. Sein Debüt als Solist hatte er 1983 im Metropolitan Museum of Art, und er trat dann u. a.  beim Yellow Barn, Mostly Mozart und Santa Fe Music Festival, dem Ravinia Festival und dem Aspen Music Festival und im Young Artists Program in Ottawa,  mit der Chamber Music West in San Francisco und dem Baca Ensemble in Colorado auf. Er trat mit Musikern wie Itzhak Perlman und Lynn Harrell auf und gab mehr als 100 Duokonzerte mit seinem Vater Robert Mann. Mann ist Präsident der Walter W. Naumburg Foundation und Vorstandsmitglied des Festivals Yellow Barn. 
Als Lehrer unterrichtete er an der North Carolina School of the Arts (1997–2003), der University of Delaware (1989–1998), an der Harvard University (als Artist in Residence, 1992–2001) und an der Hartt School of Music (1999–2002). Seit 2002 unterrichtet er an der Juilliard School; an der Manhattan School of Music leitet er das Streicherdepartment und unterrichtet Geige und Kammermusik.